# 무원중학교
무원중학교(茂院中學校)는 대한민국 경기도 고양시 덕양구 행신동에 있는 공립 중학교이다.

## 학교 연혁
- 1994년 2월 28일 : 무원중학교 3학급 설립 인가
- 1994년 9월 1일 : 초대 권오철 교장 취임
- 1994년 9월 1일 : 3학급 개교
- 2002년 2월 28일 : 본관 증축 완공
- 2020년 9월 1일 : 제9대 강성욱 교장 취임
- 2021년 1월 11일 : 제26회 141명 졸업(누계 6,525명)
- 2021년 3월 2일 : 제27회 입학 (186명)

## 참고 자료
- 무원중학교 - 한국교육학술정보원 학교알리미